# Flughafen Sarajevo

i8
i11
i13
Der Flughafen Sarajevo (bosnisch Međunarodni aerodrom Sarajevo; auch Sarajevo-Butmir, IATA-Code: SJJ, ICAO-Code: LQSA) ist der internationale Verkehrsflughafen von Sarajevo, der Hauptstadt von Bosnien und Herzegowina. Er wird vom Bosnia and Herzegovina Directorate of Civil Aviation betrieben und diente als Heimatbasis der B&H Airlines, die allerdings 2015 den Betrieb einstellte. Die ehemalige bosnische Fluggesellschaft FlyBosnia nutzte seit ihrer Gründung von 2017 bis zur Pleite 2022 den Verkehrsflughafen als ihre Heimatbasis. Im Jahr 2024 hatte der Flughafen ein Passagieraufkommen von 1.821.762 Personen.

## Geschichte

### Frühe Jahre

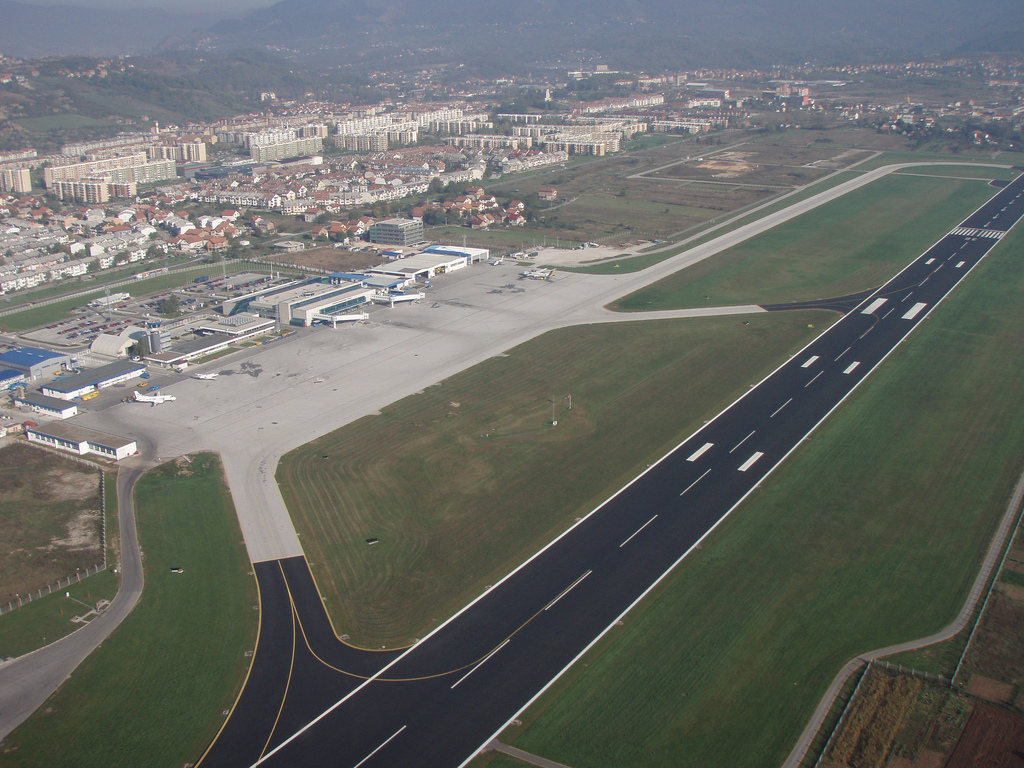
Luftbild der Landebahn

Der Fluggastverkehr begann vor dem Zweiten Weltkrieg. Aeroput eröffnete 1930 die Strecke Belgrad - Sarajevo - Podgorica, die sie mit Potez 29 bediente.
Zu Beginn des Zweiten Weltkriegs wurden alle zivilen Luftverkehrstätigkeiten auf dem Gebiet des damaligen Königreichs Jugoslawien eingestellt. Nach Kriegsende, praktisch seit 1947, wurde der reguläre zivile Flugverkehr zwischen Sarajevo, Belgrad und Zagreb wiederhergestellt. Der Verkehr wurde von der neuen jugoslawisch-sowjetischen Gesellschaft JUSTA betrieben, die den Flughafen Butmir für ihre Aktivitäten nutzte. Diese Gesellschaft war seit etwas mehr als einem Jahr in Betrieb, seit der Entscheidung der Regierung der damaligen Bundesrepublik Jugoslawien (BRJ) aufgrund des Konflikts mit der UdSSR die inländische Gesellschaft Yugoslav Airlines, besser bekannt als JAT, gegründet hatte. Der Großteil der JAT-Flotte bestand zu dieser Zeit aus Dakota DC-3-Flugzeugen mit 24 Passagiersitzen. Der Verkehr mit der legendären DC-3 war 22 Jahre lang in Betrieb.

### Bau des jetzigen Flughafens
Aufgrund des gestiegenen Bedarfs und der Einführung neuer Düsenflugzeugtypen, die feste Betonsubstrate für das Manövrieren von Oberflächen benötigten, wurde die Idee zum Bau eines neuen Flughafens in Sarajevo in Gang gesetzt. Nach vielen Jahren der Analyse und Prüfung der Position des künftigen Flughafens wurde beschlossen, den Standort in Sarajevo Polje in unmittelbarer Nähe des bestehenden Flughafens Butmir Grass zu wählen. Der Bau selbst begann Ende 1965 und dauerte etwas mehr als drei Jahre. Die notwendige Flughafeninfrastruktur wurde gebaut: Start- und Landebahn, Rollwege, Bahnsteig, bescheidenes Terminal und Verwaltungsgebäude. Der Kontrollturm war auch Teil des Flughafengebäudes. Die Funknavigationsausrüstung (R / NAV) am Flughafen ermöglichte die Annahme aller Flugzeugtypen, einschließlich der Kategorie C, sowohl bei Nachtflügen als auch bei komplexen Wetterbedingungen (VFR- und IFR-Flüge).
Schließlich wurde am 2. Juni 1969 der Flughafen Sarajevo-Ilidza, wie er damals offiziell genannt wurde, offiziell für den zivilen Luftverkehr geöffnet.

### Nach Eröffnung des jetzigen Flughafens
Mit der Eröffnung eines neuen internationalen Flughafens wurden auch neue Strecken und Möglichkeiten für die Entwicklung der Zivilluftfahrt eröffnet. 1970 wurde die Verbindung mit Frankfurt die erste internationale Verbindung. Der Passagierverkehr nahm in diesem Zeitraum von Jahr zu Jahr zu, der Flughafen Sarajevo spielte jedoch weiterhin die Rolle des Zubringerflughafens bei der Verbindung der Passagiere mit Flughäfen in Belgrad und Zagreb.
Mit der Bewerbung von Sarajevo für die Olympischen Winterspiele 1984 (ZOI '84) musste die Grundausstattung des Flughafens erweitert werden: Erweiterung der bestehenden Start- und Landebahn, Bau einer neuen parallelen Rollbahn, eines neuen Terminals und einer Flugsicherungsanlage mit einem neuen Kontrollturm. Gleichzeitig wurde nach Möglichkeiten gesucht, neue R / NAV-Geräte zu installieren, um die Betriebsmindestbedingungen für den Flugbetrieb zu verringern und damit die Häufigkeit von Lande- und Startvorgängen zu erhöhen. Diese herausfordernde Idee wurde vor Beginn der Olympischen Winterspiele 1984 in die Realität umgesetzt. Die Landebahn wurde um 150 m verlängert. Es wurde eine komplett neue Start- und Landebahn- und Rollbahnbefeuerung installiert, die geplanten R / NAV-Mittel (drei VORs und ein neues ILS) erworben und schließlich ein neues, hochfunktionelles Flughafenterminalgebäude errichtet. Das Terminalgebäude erhielt alle Annehmlichkeiten, die auf internationalen Flughäfen üblich sind. Dies machte den Flughafen Sarajevo zu einem der am besten ausgestatteten Flughäfen in diesem Teil Europas. Technisch und personell war er voll darauf vorbereitet, den Start der Spiele zu begrüßen.
Während der Spiele und kurz vor dem Start verstärkte sich der Verkehr, so dass täglich zwischen 50 und 70 Flugbewegungen durchgeführt wurden. Zum ersten Mal landeten wir auch das größte Passagierflugzeug von JAT, die DC-10, auf einem Flug direkt von New York aus. Darüber hinaus wurde mehrfach über die Landung großer L-1011-Tristar, B-707, DC-8 und vieler anderer interkontinentaler Flugzeuge berichtet. Es ist wichtig zu betonen, dass am letzten Tag des ZOI '84 ein Rekordtagesumsatz erzielt wurde: Rund 14.000 Passagiere wurden abgefertigt.
Die Einnahme des Flughafens durch die Jugoslawische Volksarmee in der Nacht vom 4. auf den 5. April 1992 bildete den Auftakt zur vier Jahre andauernden Belagerung von Sarajevo während des Bosnienkrieges.

### Der Flughafen im Krieg
Schon vor Ausbruch des letztendlichen Bosnienkrieges landeten kanadische UNPROFOR Friedenstruppen am Flughafen Sarajevo.
Viele Bosnier und in Bosnien lebende Ausländer, die eine negative Entwicklung des Konfliktes befürchteten, flohen über den Luftweg aus dem Land. Flugzeuge galten als besonders sicher und zuverlässig, da Barrikaden die Flucht über den Landweg erschwerten. Unter den Flüchtenden befanden sich auch Familien von JNA-Angehörigen, welche Militärflugzeuge zum Ausfliegen bereitgestellt bekamen.
Der Luftverkehr um die Hauptstadt nahm in dieser Zeit so stark zu, dass die lokale Charterfluggesellschaft AIR COMMERCE von Oktober 1991 bis März 1992 mehr als 40.000 Passagiere transportierte.
In der Nacht vom 4. auf den 5. April 1992 übernahmen Einheiten der Luftwaffe der Rajlovac Aviation Academy die Kontrolle über den Flughafen und hielten ihn bis Juni, als der Flughafen an serbische Paramilitärs übergeben wurde. Nach der Ankunft der paramilitärischen Einheiten kam es auf dem Gelände zu Plünderungen und Zerstörung von Ausrüstung.
In der folgenden Zeit wurde der zivile Flugverkehr vollständig ausgesetzt.
Ab dem 29. Juni begannen UNPROFOR Truppen damit, den militärischen Flugverkehr wieder herzustellen. Das Mandat für diese Mission wurde an die französische Luftwaffe vergeben. Der Flughafen diente nun ausschließlich militärischen und humanitären Zwecken. Am 3. Juli 1992 wurde eine Luftbrücke eingerichtet, um die Bevölkerung von Sarajevo mit lebenswichtigen Nahrungsmitteln zu versorgen. Die Luftbrücke Falconara–Sarajevo bestand, mit Unterbrechungen, bis zum 9. Januar 1996.
Bis zur Fertigstellung des Tunnels von Dobrinja-Butmir unter der Landebahn des Flughafens verloren mehr als 800 Menschen auf dem Flughafengelände ihr Leben. Menschen, die versuchten über die Landebahn zu laufen, um in den freien Gebieten Butmir und Hrasnica an Nahrungsmittel zu kommen, wurden von Scharfschützen der serbischen paramilitärischen Einheiten unter Beschuss genommen.

### Der Flughafen nach dem Krieg
Im April 1996 wurde ein Teil des Flughafens an die zivilen Behörden in Bosnien und Herzegowina übergeben. Ab diesem Zeitpunkt versuchte man, die zivile Luftfahrt wiederherzustellen. Die Sortieranlage wurde repariert und in ein Notterminal verwandelt, benötigte Ausrüstung konnte teils durch Spenden erlangt werden. Mitarbeiter konnten nach kurzer Ausbildungszeit in der Türkei ihre Arbeit aufnehmen.
Der Flughafen Sarajevo wurde am 16. August 1996 wieder für den zivilen Verkehr geöffnet.
Unmittelbar nach der Eröffnung des Flughafens stellte Croatia Airlines eine Verbindung zwischen Sarajevo und Zagreb sowie die türkische Fluggesellschaft Top Air eine zwischen Sarajevo und Istanbul her. Bis Ende des Jahres hatte der Flughafen Sarajevo ein Verkehrsaufkommen von 26.000 Passagieren und war der einzige Zivilluftfahrtflughafen in Bosnien und Herzegowina. Alle Rangierbereiche, flughafentechnischen Einrichtungen und ein Kontrollturm mit Kontrollturm mussten repariert werden.
Der Generalumbau des Flughafenterminals mit völlig neuer Technik und hochwertiger Ausstattung wurde Anfang 2001 erfolgreich abgeschlossen. Die Eröffnungsfeier fand im März 2001 statt.
Im Jahr 2005 gab es Pläne seitens der bosnischen Verwaltung, den Flughafen nach dem bosniakischen Politiker Alija Izetbegović zu benennen. Dies wurde vom damaligen hohen Repräsentanten für Bosnien und Herzegowina Paddy Ashdown mit der Begründung unterbunden, dass es einer Provokation gegenüber den anderen ethnischen Gruppen in Bosnien und Herzegowina gleichkomme. Am 18. Oktober 2005 setzte er eine Entscheidung der bosnischen Behörden aus, den Flughafen nach Izetbegović zu benennen. Der Hohe Vertreter erklärte, dass eine solche Umbenennung den Aussöhnungsprozess untergraben könnte, indem nicht-bosniakische Bürger entfremdet würden.
Im Jahr 2013 hatte der Flughafen Sarajevo 665.638 Passagiere, das war mehr als alle anderen Flughäfen in Bosnien und Herzegowina zusammen und eine Steigerung von 14,7 % gegenüber 2012; dies war die höchste Passagierzahl pro Jahr seit der Wiedereröffnung des Flughafens. Am 26. Dezember 2014 begrüßte der Flughafen seinen 700.000sten Passagier auf einem Flug nach Wien.
Im Mai 2015 hatten die Arbeiten zum Ausbau des Flughafens Sarajevo begonnen. Es wurde daran gearbeitet, den Ankunftsbereich zu erweitern, weitere Passkontrollstände hinzuzufügen und den gesamten Ankunftsbereich neu zu gestalten, um ihn passagierfreundlicher zu machen. Als Nächstes folgte die Erweiterung des Check-in-Bereichs, der drei weitere Check-in-Schalter umfassen sollte, was insgesamt 15 Check-in-Schalter umfasste. Bis Ende des Jahres wollte der Flughafen mit dem Bahnausbau und dem Bau der Schnellabrollbahn beginnen, die voraussichtlich Mitte des nächsten Jahres fertiggestellt sein sollten. 2017 sollte das Jahr werden, in dem der Flughafen in den Umbau der Start- und Landebahn und der Rollfelder einsteigen wollte. Der Ausbau des Flughafens auf dem damaligen Niveau wurde aus Eigenmitteln des Flughafens Sarajevo finanziert. Am 6. Juni 2015 besuchte Papst Franziskus Sarajevo und kam mit einem Airbus A320-200 aus Rom an. Die Begrüßungszeremonie fand am internationalen Flughafen von Sarajevo statt.
Der Flughafen diente bis Juli 2015 als Heimatbasis für den Flag-Carrier des Landes, B&H Airlines. Im Dezember 2015 erlebte der Flughafen Sarajevo sehr schlechte Sicht und Nebel. Etwa 40 % der Flüge wurden gestrichen, was sich auf das Passagierwachstum und finanzielle Verluste für den Flughafen auswirkte. Der Flughafen fertigte nur 28.167 Passagiere von 50.000 geplanten ab (im Dezember des Vorjahres wurden 43.079 Passagiere abgefertigt). Für den internationalen Flughafen Sarajevo ist eine der Hauptbeschränkungen ein Berggelände, das eine hohe Anflugpräzision und einen großen Neigungswinkel bei einem erfolglosen Anflug- und Landevorgang erfordert. Vlado Jurić, Leiter des Büros für Flugsicherheit bei der Flugsicherungsagentur von Bosnien und Herzegowina (BHANSA), präsentierte die Informationen über Probleme, die durch reduzierte Mindestanforderungen am Flughafen Sarajevo verursacht wurden. Für die Durchführung von ILS-Kategorien (CAT II oder CAT III) sollte das Gelände vor dem Pistenstart mindestens 1.000 Meter frei von Hindernissen sein. Dies bedeutete, dass die Schwelle von RWY 12 um weitere 200 Meter verschoben werden sollte, was die Landebahnlänge verkürzen würde und daher nicht akzeptabel war. Aus Sicht des Verfahrensdesigns ist die Reduzierung der Mindestanforderungen keine Option, und daher müssen andere Lösungen zur Verbesserung der Landebedingungen am Flughafen Sarajevo gefunden werden. Das größte Problem am Flughafen Sarajevo ist Nebel. Der Vertreter des Flughafens Sarajevo teilte mit, dass es diesbezüglich einen entsprechenden Plan gibt. Er präsentierte auch Informationen über zukünftige Projekte des Flughafens Sarajevo, von denen das wichtigste die Rekonstruktion der Start- und Landebahn einschließlich ihres Befeuerungssystems ist.
Am 5. Dezember 2016 begrüßte der Flughafen seinen 800.000 Passagier auf einem nach Belgrad. Im Jahr 2017 begrüßte der Flughafen Sarajevo sechs neue Fluggesellschaften und sieben Flugziele: AtlasGlobal (Istanbul), Wizz Air (Budapest), Wataniya Airways (Kuwait-Stadt), Nesma Airlines (Riad), TUI fly Belgium (Charleroi), flydubai (Dubai) sowie Qatar Airways (Doha).
Am 28. November 2017 empfing der Flughafen Sarajevo seinen 900.000 Passagier für das laufende Jahr, was eine Rekordzahl von Passagieren in einem Kalenderjahr darstellte. Am 5. Dezember 2018 hat der internationale Flughafen Sarajevo zum ersten Mal seinen 1.000.000 Passagier eines Jahres begrüßt.
Am 3. Mai 2017 kündigte der Flughafen eine große Terminalerweiterung an. Das Projekt hat einen Wert von 20 Millionen Euro und sollte 2020 fertiggestellt werden. Als Ergänzung zum bestehenden Terminalgebäude sollte ein neues, 10.000 Quadratmeter großes Gebäude auf vier Ebenen errichtet werden. Das neue Terminal soll eine Kapazität von 2 Millionen Passagieren pro Jahr haben und mit drei Fluggastbrücken ausgestattet werden. Am 9. April 2019 gab der Flughafen im Rahmen des Erweiterungsprojekts für das neue Hauptterminal die Erweiterung des VIP-Bereichs in ein neues VIP-Gebäude mit separatem Check-in-, Zoll- und Ankunftsbereich für VIP-Reisende bekannt. Von Juni bis Juli 2019 erlebte der Flughafen Sarajevo seine größte Zielerweiterung. Insgesamt wurden 10 neue Reiseziele hinzugefügt. FlyBosnia startete Flüge von Sarajevo nach Riad, Kuwait, Jeddah, Gassim und Bahrain. Flynas startete Flüge von Riad und Jeddah. Norwegian startete Flüge von Göteborg und Eurowings startete Flüge vom Flughafen Berlin-Tegel. Im Oktober und November 2019 nahm FlyBosnia Flüge zu den Flughäfen London Luton und Rom Fiumicino auf.
Am 17. November 2020 kündigte der internationale Flughafen Sarajevo seinen Vertrag mit FlyBosnia, nachdem das Unternehmen seine Schulden nicht innerhalb von 60 Tagen zurückgezahlt hatte.
Am 3. Februar 2021 gab Wizz Air die Eröffnung ihrer zweiten Basis in Bosnien und Herzegowina nach Tuzla bekannt. Die Fluggesellschaft kündigte neun neue europäische Ziele von Sarajevo mit 21 wöchentlichen Abflügen an. Am 12. August 2021 hatte Wizz Air daraufhin bekannt gegeben, dass es sein zweites Flugzeug am Flughafen Sarajevo stationieren wolle. Es war geplant, ab Dezember 2021 sieben neue Strecken aufzunehmen. Außerdem plante Wizz Air, im Oktober 2021 Direktflüge zwischen Sarajevo und Abu Dhabi einzuführen. Im September 2022 kündigte Wizz Air jedoch an, seine Basis am Flughafen zu schließen und alle Strecken außer denen nach London und Abu Dhabi zu beenden.
Am 8. Januar 2025 kündigte Ryanair die Einführung von vier neuen Flugverbindungen vom internationalen Flughafen Sarajevo an, die im Rahmen eines Subventionsprogramms der lokalen Tourismusbehörde realisiert werden. Ab dem 31. März 2025 wird die Billigfluggesellschaft Sarajevo mit Baden-Baden und Beauvais verbinden. Am 1. April folgt die Verbindung nach Weeze, und am 2. April startet der Flug nach Girona. Alle neuen Strecken werden zweimal pro Woche bedient. Zusätzlich nimmt Ryanair im Sommer 2025 erstmals eine Verbindung von Stockholm Arlanda auf. Mit den neuen Strecken erhöht sich das Streckennetz von Ryanair ab Sarajevo auf insgesamt elf Ziele. Dadurch steigt die Zahl der wöchentlichen Abflüge der Airline auf 27. Außerdem erhöht Ryanair die Frequenzen nach Bergamo von zwei auf vier Flüge pro Woche sowie nach Charleroi und Göteborg von zwei auf drei wöchentliche Flüge. Die neuen Routen sind die ersten Direktverbindungen zwischen Sarajevo und Städten in Spanien sowie Frankreich und unterliegen keiner direkten Konkurrenz.

## Lage und Verkehrsanbindung
Der Flughafen liegt etwa acht Kilometer südwestlich des Stadtzentrums von Sarajevo in der Gemarkung der zum Kanton Sarajevo gehörenden Stadt Ilidža. Er verfügt über die Kurta Šorka 36 über eine Straßenanbindung.

## Fluggesellschaften und Ziele
Sarajevo wurde vor der COVID-19-Pandemie von mehreren Fluggesellschaften mit wichtigen europäischen Städtezielen verbunden. Dazu zählten Köln, München, Stuttgart, Wien und Zürich.

## Verkehrszahlen
| Jahr/Monat | Januar  | Februar | März    | April   | Mai     | Juni    | Juli    | August  | September | Oktober | November | Dezember | Jahr total | % Veränderung |
| ---------- | ------- | ------- | ------- | ------- | ------- | ------- | ------- | ------- | --------- | ------- | -------- | -------- | ---------- | ------------- |
| 2025       | 116.283 | 105.463 | 112.056 | 185.911 | 197.260 | 230.771 | 292.574 |         |           |         |          |          | 1.240.318  | + 25,01 %     |
| 2024       | 77.454  | 75.112  | 82.926  | 133.822 | 151.152 | 202.515 | 269.161 | 259.017 | 188.040   | 148.402 | 123.146  | 111.033  | 1.821.762  | + 33,8 %      |
| 2023       | 61.068  | 56.979  | 76.193  | 89.580  | 115.976 | 133.945 | 196.195 | 208.570 | 144.013   | 119.458 | 83.139   | 76.891   | 1.362.007  | - 1,11 %      |
| 2022       | 56.521  | 50.475  | 70.292  | 94.690  | 132.590 | 154.887 | 210.954 | 217.253 | 143.824   | 110.580 | 68.243   | 67.039   | 1.377.348  | + 79,5 %      |
| 2021       | 13.239  | 10.836  | 18.115  | 17.106  | 31.925  | 71.985  | 136.017 | 151.309 | 99.950    | 84.462  | 61.989   | 70.200   | 767.133    | + 207,2 %     |
| 2020       | 58.397  | 51.969  | 28.249  | 929     | 367     | 3.629   | 13.345  | 22.014  | 21.011    | 21.416  | 14.949   | 13.367   | 249.642    | - 78,2 %      |
| 2019       | 53.485  | 53.130  | 67.893  | 89.843  | 74.178  | 119.205 | 180.929 | 178.943 | 105.370   | 95.628  | 67.358   | 57.718   | 1.143.680  | + 9,27 %      |
| 2018       | 54.147  | 48.986  | 65.991  | 86.995  | 81.026  | 92.997  | 159.380 | 159.506 | 98.227    | 83.660  | 62.253   | 53.417   | 1.046.635  | + 9,26 %      |
| 2017       | 43.377  | 41.122  | 57.381  | 79.796  | 84.127  | 78.170  | 140.025 | 144.166 | 100.923   | 80.769  | 57.887   | 50.218   | 957.971    | + 14,18 %     |
| 2016       | 41.208  | 42.567  | 53.438  | 68.085  | 85.738  | 66.429  | 109.141 | 118.344 | 91.123    | 71.360  | 47.352   | 44.181   | 838.966    | + 8,55 %      |
| 2015       | 43.700  | 39.908  | 50.273  | 63.064  | 80.143  | 74.855  | 89.319  | 101.307 | 79.120    | 71.255  | 51.793   | 28.167   | 772.904    | + 8,87 %      |
| 2014       | 36.114  | 35.435  | 45.789  | 56.611  | 71.513  | 74.976  | 79.948  | 88.591  | 71.168    | 64.844  | 46.833   | 43.079   | 709.901    | + 12,08 %     |
| 2013       | 33.437  | 30.399  | 44.631  | 56.918  | 65.495  | 72.949  | 69.699  | 79.796  | 66.721    | 64.387  | 44.446   | 36.760   | 665.638    | + 14,75 %     |
| 2012       | 33.247  | 26.278  | 36.765  | 49.709  | 55.107  | 62.491  | 69.346  | 60.787  | 60.323    | 52.115  | 38.612   | 35.278   | 580.058    | - 3,32 %      |
| 2011       | 30.484  | 34.148  | 40.803  | 49.489  | 56.812  | 62.994  | 81.042  | 59.042  | 59.074    | 52.957  | 39.785   | 33.348   | 599.978    | + 6,52 %      |
| 2010       | 31.746  | 28.850  | 37.657  | 39.907  | 51.398  | 59.636  | 72.615  | 60.475  | 54.753    | 51.137  | 40.912   | 34.180   | 563.266    | + 5,50 %      |
| 2009       | 28.117  | 27.266  | 33.909  | 41.390  | 45.921  | 57.588  | 67.930  | 60.746  | 48.802    | 46.773  | 39.494   | 35.979   | 533.915    | + 5,43 %      |
| 2008       | 23.909  | 27.121  | 34.896  | 38.052  | 46.974  | 55.391  | 62.524  | 61.560  | 42.752    | 46.094  | 34.089   | 32.913   | 506.398    | + 0,2 %       |
| 2007       | 32.235  | 28.028  | 35.168  | 42.297  | 43.633  | 53.281  | 59.436  | 57.381  | 45.113    | 43.980  | 31.952   | 32.735   | 505.269    |               |